# Hôtel du Bosc
L'hôtel du Bosc est un hôtel particulier situé à Albi, en France. Il s'agit de la maison natale du peintre Henri de Toulouse-Lautrec.

## Localisation
L'hôtel est situé dans le département français du Tarn, sur la commune d'Albi, au 14 rue Henri-de-Toulouse-Lautrec. 

## Historique
Henri de Toulouse-Lautrec y nait en 1864.
L'édifice est inscrit au titre des monuments historiques le 17 mai 1974.

## Construction
Cet hôtel a été construit vers le XIIe siècle à l'emplacement d'une partie des fortifications de la ville. Il y subsiste encore deux tours. Puis, à partir du XVIIe siècle, il fut épisodiquement rénové jusqu'au XXe où il a été rafraîchi dans l'aspect visuel actuel. 